# William Regal
Darren Kenneth Mathews (Codsall, Staffordshire, 10 de mayo de 1968), conocido como William Regal, es un luchador profesional, autor y comentarista británico. Actualmente trabaja como vicepresidente de desarrollo de talento global para la empresa estadounidense WWE. En la misma compañía, también laboró como gerente general de NXT de 2014 a 2022, y como luchador profesional en dos etapas, una de 1998 a 1999, y la otra de 2000 a 2013.
Regal igualmente se ha presentado en compañías como All Elite Wrestling (AEW), y World Championship Wrestling, donde luchó con el nombre de Steven Regal. Dentro de sus logros, se destacan cuatro reinados como Campeón Europeo de la WWE, dos reinados como Campeón Intercontinental de la WWE, cuatro veces Campeón Mundial en Parejas de la WWE y cuatro reinados como Campeón de la Televisión de la WCW, además de ser el ganador de la edición del 2008 del King of the Ring.  

## Carrera

### Inicios
Tempranamente, a los 16 años, Regal comenzó a luchar de forma aficionada en "The Golden Mile", de Pleasure Beach, Blackpool, y poco a poco se fue destacando por su gran habilidad, en los circuitos de lucha europeos. De esta forma, en el año 1992 fue contratado por la World Championship Wrestling.

### World Championship Wrestling (1992–1998)
Matthews empezó en World Championship Wrestling (WCW), como Steve Regal, y siendo face. En 1992, se hizo heel y se cambió el nombre a Lord Steven Regal.
Bill Dundee fue el mánager de Regal, bajo el nombre de "Sir William", y ganó el Campeonato de la Televisión cuatro veces. Regal hacia pareja con Jean-Paul Levesque, pero después de que Levesque dejara WCW, fue remplazado por Bobby Eaton. Regal formó el equipo llamado "The Blue Bloods", y fue mostrado tratando de enseñarle a Eaton modales. Regal le dio un nuevo nombre a Eaton y le puso "Earl" Robert Eaton y luego introdujo al grupo a "Squire" David Taylor. Ellos estuvieron cerca de ganar los Campeonatos de pareja de WCW, pero nunca lo hicieron.
El 28 de agosto de 1994, Regal se enfrentó a Antonio Inoki en Clash of the Champions. Regal también tuvo una lucha por el Campeonato Mundial de IWGP contra Shinya Hashimoto. El 9 de febrero de 1998, tuvo una lucha contra Bill Goldberg en Monday Nitro, donde se mostró más agresivo y rígido de lo supuesto. Luego se reveló que los bookers estaban enojados con Regal, porque aunque Regal hubiera hecho de jobber para Goldberg, se suponía que perdiera rápido.

### World Wrestling Federation (1998–1999)
El 29 de junio de 1998, Regal debutó en World Wrestling Federation, en Raw Is War, derrotando a Droz vía sumisión. Regal no fue visto más en televisión hasta su regreso con el gimmick de "Real Man's Man", con ropa de construcción. En octubre de 1998, Regal luchó contra X-Pac, en un torneo por el vacante Campeonato de la WWF, terminando en una doble descalificación, esto dejó a los dos luchadores fuera del torneo. Luego empezó un feudo con The Godfather, pero en 1999 fue sacado de la televisión por entrar a rehabilitación. En abril, fue despedido de la WWF.

### World Championship Wrestling (1999–2000)
Luego de terminar su rehabilitación, Matthews decidió volver a luchar haciendo su retorno a WCW como "Lord Steven Regal". En 1999, hizo su debut en un pago por visión, Bash at the Beach, participando en el primer Hardcore Invitational. La noche siguiente en Nitro, Regal acompañado por Fit Finlay y Dave Taylor, luchó contra Billy Kidman. Sin embargo con la ayuda de Finlay y Taylor, Regal logró tomar la victoria. Dos semanas después luchó contra Mikey Whipwreck, luego The First Family llegó a retar a Blue Bloods por el Hardcore Trophy en Road Wild, causando que Regal perdiera la lucha. La lucha nunca se llevó a cabo, ni The First Family, ni Blue Bloods, estuvieron en Road Wild. En febrero de 2000, Regal retó a "Hacksaw" Jim Duggan a una lucha Carrera contra Carrera, por el Campeonato de Televisión de la WCW. Regal perdió la lucha y fue nuevamente despedido.

### World Wrestling Federation/ Entertainment / WWE (2000–2022)

#### Campeón Europeo (2000–2002)

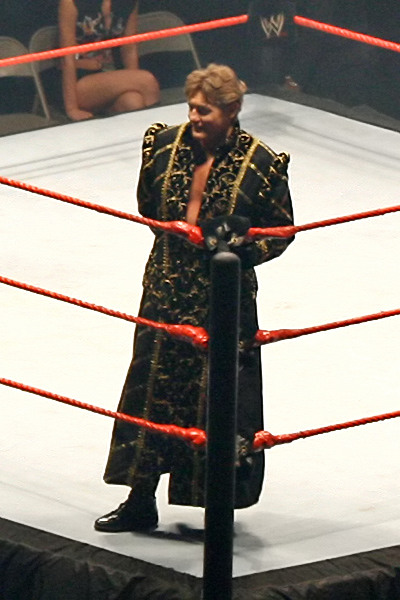
Regal, antes de un combate en un House show.

El lunes 16 de octubre de 2000 en RAW venció a Al Snow ganando por primera el Campeonato Europeo de la WWF, reteniéndolo en No Mercy 2000 contra Mideon y perdiéndolo contra Crash Holly en Rebellion 2000. Lo ganó por segunda vez dos días después hasta que Test le venció y se lo arrebató el 22 de enero en RAW.
En Vengeance 2001 se enfrentó a Edge por el Campeonato Intercontinental de la WWF, pero fracasó. Sin embargo, en Royal Rumble 2002 logra vencerle, ganando por primera vez dicho cinturón. Consiguió defenderlo con éxito en No Way Out 2002 de nuevo contra Edge en un Brass Knuckles On a Pole Match, pero lo pierde en Wrestlemania X8 contra Rob Van Dam.
El 19 de marzo de 2002 gana por tercera vez el título europeo al derrotar a Diamond Dallas Page el 29 de enero, manténiéndolo hasta el 8 de abril, cuando Spike Dudley se lo ganó. En Insurrextion 2002 intentó ganárselo a Spike Dudley, pero no logró su objeitvo. William Regal lo ganaría por cuarta y última vez el 6 de mayo en RAW, perdiéndolo contra Jeff Hardy el 8 de julio en RAW. Dos semanas después, en Vengeance 2002, William Regal intentó recuperarlo, pero Jeff Hardy salió victorioso. Antes de perderlo contra Jeff, lo defendió exitosamente en Judgment Day 2002 contra D'Lor Brown.
El 6 de abril de 2002 venció a Bubba Ray Dudley, obteniendo por primera vez el cinturón de Campeón Hardcore de la WWF, perdiéndolo contra Goldust ese mismo día.
La segunda vez que ganó el cinturón hardcore fue al día siguiente, de nuevo al derrotar a Bubba Ray Dudley, siéndole arrebatado de nuevo por Goldust.
El 13 de abril vence de nuevo a Bubba Ray Dudley, ganando por tercera vez dicho título, perdiéndolo Spike Dudley ese mismo día. La cuarta vez que lo ganó fue venciendo de nuevo a Bubba Ray Dudley el 12 de abril de 2002, perdiéndolo el mismo día contra Spike Dudley.
El 14 de abril vence a Bubba Ray Dudley para ganar por quinta y última vez el Campeonato Hardcore de la WWF, pero de nuevo Spike Dudley se lo arrebató poco después el mismo día. Participó en el torneo King of the Ring 2002, perdiendo en el primer combate contra Booker T. 

#### The Un-Americans (2002–2003)
Para el verano de 2002 se alió con los Un-Americans, formado por luchadores como Christian, Lance Storm y Test. En Unforgiven 2002 Lance Storm, William Regal, Christian y Test fueron derrotados por Kane, Goldust, Booker T y Bubba Ray Dudley. En Survivor Series 2002 William Regal y Lance Storm derrotaron a Goldust y The Hurricane. En Armageddon 2002 Regal y Storm se enfrentaron a los campeones por pareja Chris Jericho y Christian, los Dudley Boys y Booker T y Goldust, ganando estos últimos el Campeonato Mundial por Parejas de la WWE.
El 6 de enero de 2003 William Regal y Lance Storm derrotaron a Booker T y Goldust, ganando el Campeonato Mundial por Parejas. Perdieron el campeonato en Royal Rumble 2003 contra los Dudley Boys y al día siguiente los recuperaron, logrando defenderlos con éxito en No Way Out 2003 contra Kane y Rob Van Dam. Pocos días después, Regal sufrió una lesión y tuvo que dejar vacante su cinturón.

#### Equipo con Eugene y Tajiri (2004-2005)

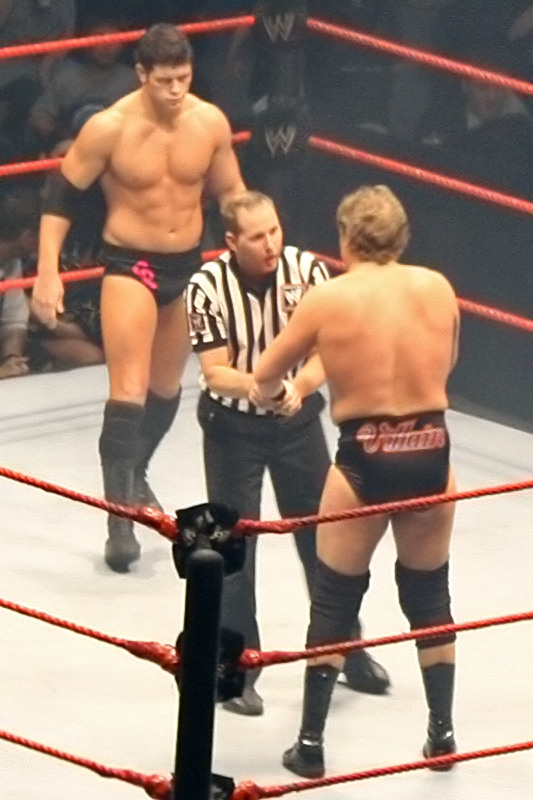
Regal es amonestado por el árbitro tras una típica acción heel mientras lucha contra Cody Rhodes.

Regresó a mediados del año 2004 como el mánager de Eugene cambiando a face y con el cual fue campeón mundial en parejas venciendo a La Resistance y Rhino & Tajiri el 15 de noviembre de 2004, hasta que un día Eugene le disparó con una bazooka lanza camisas y terminó su relación de amigos.
En Unforgiven 2004 William Regal y Chris Benoit derrotaron a Batista y Ric Flair, al forzar Benoit a rendirse a Flair con la Crippler Crossface.
En New Years Revolution 2005 Regal y Eugene logran defender el campeonato mundial por parejas frente a Christian y Tyson Tomko. En Wrestlemania 21 William Regal participó en una batalla real de 30 luchadores, cuyo ganador resultó ser Booker T tras eliminar a Chris Masters.
El 16 de enero de 2005 pierden el campeonato por parejas contra La Resistance, ganándolo William Regal y Tajiri el 7 de febrero en RAW y manteniéndolo hasta Backlash 2005, cuando fueron derrotados por The Hurricane y Rosey.
En un episodio de Raw previo a ECW One Night Stand, Regal cambió a heel tras cuestionar a Tajiri en backstage sobre su decisión de aparecer en dicho evento, haciendo que el equipo se separará. Tras esto Regal apareció en ECW One Night Stand como secuaz de Eric Bischoff en su cruzada anti-ECW siendo atacado por varios luchadores de ECW.

#### Varios Equipos (2005–2006)
En el Draft 2005 fue transferido desde RAW a SmackDown. En No Mercy 2005 William Regal y Paul Burchill derrotaron a Paul London y Brian Kendrick.
Regal y Burchill tuvieron un feudo con Bobby Lashley que acabó en Armageddon 2005 donde Lashley les derrotó en un combate en desventaja.
En Wrestlemania 22 participó en una batalla real de 18 luchadores, siendo ganada por Viscera.

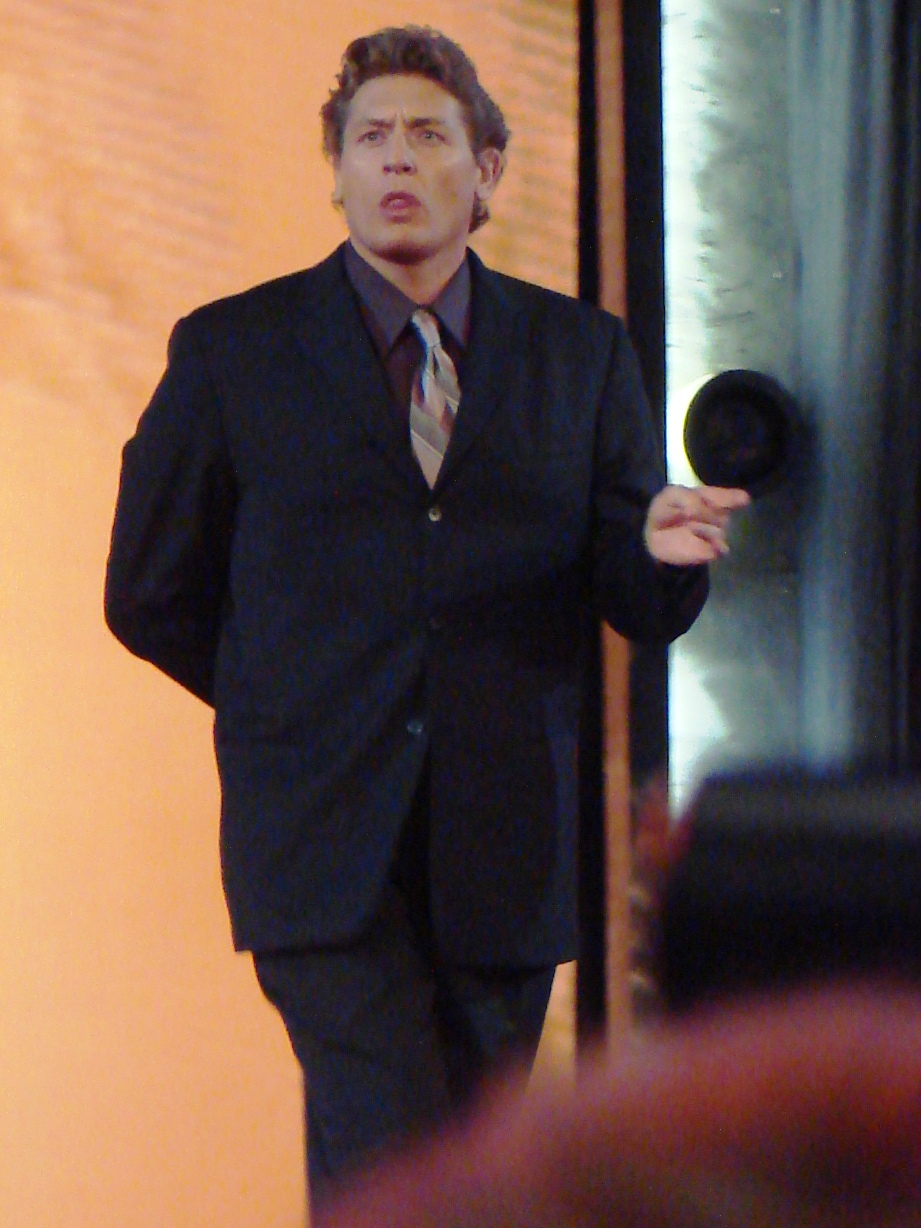
Regal en No Mercy 2007.

Regal continuó luchando en un estado intermedio-inferior, lo más destacado de lo cual vio a Regal volviéndose face por una sola noche cuando se enfrentó al Campeón de los Estados Unidos John "Bradshaw" Layfield en una derrota mientras estaban en Inglaterra. 

#### King Booker's Court (2006–2007)
Poco después Booker T se convirtió en King Booker después de ganar King of the Ring y Regal se unió a su "corte", interpretando el papel de pregonero. Como miembro de la corte, Regal ayudó a Booker en su feudo contra Bobby Lashley, ocasionalmente haciendo equipo con el también miembro de la corte Finlay en luchas en equipos. Sin embargo, durante este tiempo, Regal también tuvo un feudo con Finlay por el Campeonato de los Estados Unidos. Regal fue nombrado caballero por King Booker y se le otorgó el título de "Sir". En No Mercy, Regal perdió ante Chris Benoit, resultando en Regal dando la espalda a la corte luego de derribar a King Booker con un puñetazo en la cara después de Booker lo abofeteó y le llamó inútil. Durante la emisión, Regal estuvo involucrado en un segmento tras bastidores con Vito en el cual expuso accidentalmente su pene por un breve momento. WWE.com publicó una disculpa por el incidente al día siguiente.
Doce días después de No Mercy, Regal afirmó que mientras que una vez había sido uno de los mejores luchadores del mundo, él se había ya convertido en un tapete para otras superestrellas de SmackDown. Se refirió a estar vestido como una mujer para un pirata, el mencionado incidente en el vestuario con Vito y ser nombrado caballero por un rey falso como ejemplos. Después de anunciar que dejaría de ser un chivo expiatorio, introdujo a su antiguo compañero de equipo Dave Taylor y los dos se encendieron para derrotar fácilmente al equipo de Scotty 2 Hotty y Funaki. Aunque la pareja reformó su anterior equipo, ellos no reutilzaron el gimmick de ser sangre azul y en cambio ellos se retrataron como combatientes sádicos. Sin embargo, el equipo fue rápidamente puesto en peligro en su segunda lucha juntos cuando Taylor sufrió una lesión en el menisco de la rodilla izquierda dejándolo herido. Taylor asumió un papel más relajado durante un par de semanas estando en la esquina de Regal y luchó sólo en unas pocas luchas en house shows. Taylor se curó rápidamente de su lesión y el par tuvo un feudo con los Campeones en Parejas de la WWE Paul London & Brian Kendrick. Después de derrotar a London y Kendrick en varias ocasiones, en Armageddon 2006 ellos los enfrentaron por el Campeonato por Parejas de la WWE junto con MNM y Matt & Jeff Hardy, ganando London y Kendrick.

#### Gerente General de Raw y Rey Del Ring (2007-2009)

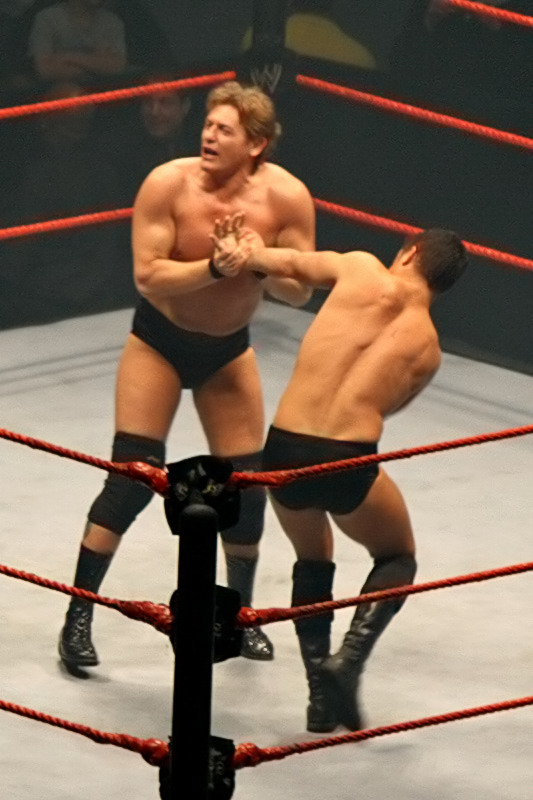
Regal aplicándole un wrist lock a Cody Rhodes.

El 17 de junio, Regal fue enviado a la marca Raw durante el Draft Suplemental, poniendo fin a su equipo en parejas con Dave Taylor. El 6 de agosto en Raw, Regal se convirtió en el nuevo Gerente General después de ganar un Over the Top Rope Battle Royal con otros participantes de la lista de Raw.
El 21 de abril del 2008 en Raw se corona King of the Ring venciendo en la final a CM Punk por rendición, aprovechando la lesión de espalda de este; en las rondas anteriores derrotó a Hornswoggle y a Finlay, este último también padecía una lesión. En la edición de RAW del 19 de mayo, Regal aceptó un Loser Gets Fired Match con Mr. Kennedy, en que el perdedor sería despedido de la WWE. El combate terminó cuando William Regal iba a darle con un puño americano que momentos antes fue entregado por un cámara, Kennedy reaccionó y le hizo su finisher, el Mic Check. Con el resultado del combate, William Regal fue despedido de la WWE. En realidad no ha sido despedido, si no suspendido durante 60 días por violar el reglamento de la WWE.
En su re-incorporación a la WWE el 28 de julio fue derrotado por CM Punk luego de su movimiento final. En ediciones posteriores fue derrotando a algunos luchadores debutantes, más adelante se vio involucrado con Jamie Noble cuando este le retó a una lucha solo para impresionar a Layla. Después de que intercambiaran victorias unas cuantas veces, William logró vencerlo por lo que Layla prefirió irse con él en un aparente romance dejando de lado a Jamie Noble.
En la edición especial de Raw celebrando 800 programas, ganó una batalla real de ocho hombres para enfrentarse al Campeón Intercontinental Santino Marella. Los otros participantes eran Priceless (Manu, Ted Dibiase y Cody Rhodes), Cryme Tyme, Snitsky Y Jamie Noble , En la edición del 10 de noviembre de 2008 en Raw, Regal derrotó a Marella, ganando el Campeonato Intercontinental de la WWE por segunda vez. En Survivor Series su equipo salió victorioso aunque este fuera eliminado por CM Punk. En las siguientes ediciones de Raw se realizaron combates por el "Intercontinental Championship tournament" para ver quien enfrentaría a Regal por su campeonato. El torneo terminó en Armageddon con el ganador CM Punk eliminando en la final a Rey Mysterio.
Después en la edición del 5 de enero de Raw luchó contra Punk por el Campeonato Intercontinental, perdiendo por descalificación logrando retener el Campeonato. Pero después de retener el Campeonato, Stephanie McMahon anunció que Regal luchará de nuevo por el Campeonato contra Punk y si pierde por DQ será despojado de su Campeonato. Logrando ganar esta lucha por un "faul" por parte de Punk y así reteniendo el Campeonato Intercontinental de la WWE. Sin embargo Stephanie McMahon le dijo que no estaba contenta con los resultados y anunció que para la próxima semana enfrentaría de nuevo a Punk en un No Disqualification Match, siendo derrotado esta vez y perdiendo el Campeonato. Tres semanas más tarde, obtendría su revancha por el Campeonato Intercontinental contra CM Punk, sin embargo sería derrotado. En el Royal Rumble entró al ring atacando a CM Punk, pero fue eliminado por él. En RAW tuvo una lucha para clasificarse para la Elimination Chamber en No Way Out, pero perdió frente a Rey Mysterio.
Luego, en Extreme Rules, tuvo una oportunidad por el Campeonato de los Estados Unidos frente al campeón Kofi Kingston, MVP y Matt Hardy, pero no logró ganar.

#### Feudo con Christian (2009–2010)
El 29 de junio fue traspasado de la marca Raw a la ECW. En su primera lucha en ECW, hizo equipo con Vladimir Kozlov venciendo a Tommy Dreamer y Christian. Poco después formó un equipo con Kozlov y Ezekiel Jackson, derrotando a Tommy Dreamer y convirtiéndose en el contrincante número 1 al Campeonato de la ECW frente a Christian, pero fue derrotado en SummerSlam y en Breaking Point. En Survivor Series el Team Kingston (Kofi Kingston, MVP, Mark Henry, R-Truth & Christian) derrotó al Team Orton (Randy Orton, Ted DiBiase, Cody Rhodes, CM Punk & William Regal). A fines de año junto a Jackson traicionaron a Kozlov expulsándole del equipo. En Royal Rumble acompañó a Ezekiel Jackson a su lucha contra Christian por el Campeonato de la ECW siendo Jackson derrotado. En el último episodio de ECW ayudó a Jackson a derrotar a Christian así ganando Jackson el Campeonato de la ECW. Luego fue cambiado a la marca RAW, debido al cierre de ECW.

#### Varios feudos y Retiro (2010–2013)
En RAW comenzó a hacer equipo con Vladimir Kozlov en varios encuentros, hasta que el 31 de mayo fue atacado por Kozlov, dándole la victoria a Santino Marella & Eve Torres. Luego de esto comenzó un feudo con Santino Marella, siendo derrotado por él en el dark match de Money in the Bank. Luego en RAW participó en una Battle Royal para designar al nuevo contendiente por el Campeonato de la WWE pero no logró ganar, siendo el ganador Wade Barrett. Después perdió contra Daniel Bryan en RAW, terminando la lucha Regal felicitó a Bryan.
En la edición del 13 de enero de WWE Superstars el equipo conformado por Yoshi Tatsu, David Hart Smith, Primo y Darren Young venció al equipo de William Regal, Zack Ryder y The Usos. Participó en el Royal Rumble, entrando como el número 5, siendo eliminado por Ted DiBiase. También, pasó a ser parte de los comentaristas de la quinta temporada de NXT. En WrestleMania XXVII, Regal fue uno de los leñadores en la lucha del Campeonato de los Estados Unidos entre Daniel Bryan y Sheamus lucha que terminó sin resultado. En el mismo día participó de una Battle Royal la cual ganó The Great Khali. El 26 de abril, debido al Draft Suplementario fue traspasado a SmackDown!. En NXT empezó un breve feudo con Jacob Novak, cambiando a face después de que este le empujara. Tras esto, Regal derrotó a Novak en un No DQ Match. El 19 de agosto en SmackDown regresó al ring participando en una 20-Man Battle Royal por ser retador al Campeonato Mundial Peso Pesado pero no logró ganar.

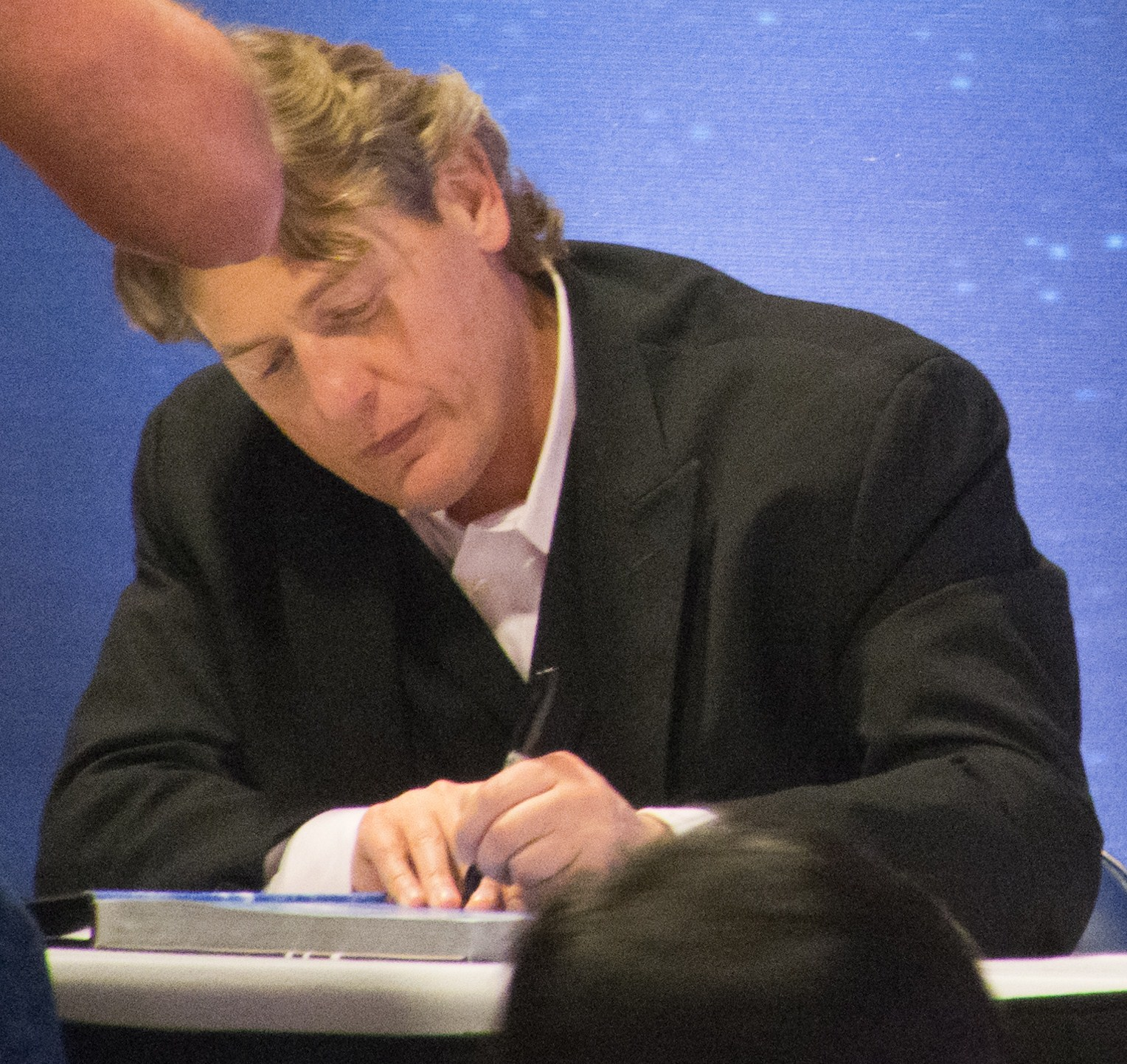
Regal en WrestleMania XXVIII Axxess.

En NXT el 6 de septiembre regresó al ring derrotando a Darren Young. En el episodio del 5 de octubre, en RAW Supershow, se fue a la huelga junto a toda la plantilla de la WWE en contra del jefe en funciones, Triple H (kayfabe). Tras esto, se le nombró coordinador de luchas en NXT, pero pasó de nuevo a ser comentarista cuando Dusty Rhodes fue nombrado General Mánager de NXT. después volvió a un Ring en Smackdown del 6 de noviembre en su natal Inglaterra, haciendo pareja con Sheamus donde fueron derrotados por The Big Show y Wade Barrett. luego en el siguiente RAW del 12 de noviembre se enfrentó a The Big Show siendo derrotado.
Regresó al ring de Raw el 22 de abril celebrado en Inglaterra, su país natal en una lucha contra Fandango, perdiendo. En SmackDown, emitido el 26 de abril, también en Inglaterra, luchó y perdió con el otro luchador inglés, Wade Barrett. El 17 de junio volvió en Raw perdiendo frente a Antonio Cesaro. En el NXT del 26 de junio Regal intentó ayudar a Ohno, Adrian Neville y Corey Graves de un ataque de The Wyatt Family, Garrett Dylan y Scott Dawson. La próxima semana, Graves, Neville y Regal se enfrentaron a The Wyat Family, siendo derrotados. En NXT salvo a Byron Saxton de ser atacado por Antonio Cesaro, y en eso provocó un mini feudo entre ellos. En la edición del 25 de diciembre de NXT, volvió a luchar contra Antonio Cesaro, perdiendo.

#### NXT (2014–2022)
El 28 de agosto de 2014 Regal fue nombrado Gerente General de NXT. Ese mismo día anunció que el evento principal de NXT Takeover II, Adrian Neville se enfrentaría a Tyson Kidd, Sami Zayn, y Tyler Breeze por el Campeonato de NXT.
Con el tiempo Regal paso a face, pactando un combate entre Adrian Neville y Sami Zayn por el Campeonato de NXT.
El 5 de enero de 2022, fue despedido de la WWE en una primera ronda de despidos del año, la novena desde que comenzara la Pandemia por COVID-19.

### All Elite Wrestling (2022)
El 6 de marzo de 2022, durante el PPV Revolution de All Elite Wrestling, Regal debutó en la compañía, tras la lucha entre Jon Moxley y Bryan Danielson, quienes siguieron peleando a pesar del haber terminado su lucha de manera oficial, con victoria de Moxley. Tras Regal ingresar al ring y separarlos, los obligó a darse un Apretón de manos. Luego, a través de su cuenta de Twitter, Tony Khan confirmó que Regal firmó con AEW.
Con Regal como mánager, Moxley y Danielson comenzaron a combatir en parejas, derrotando a The Work Horsemen (Anthony Henry y JD Drake) en su primer combate juntos. Luego de una victoria sobre The Varsity Blonds (compuesto por Brian Pillman Jr. y Griff Garrison) en la edición del 23 de marzo de 2022 de Dynamite, los tres anunciaron que serían conocidos como Blackpool Combat Club(BCC). En la edición del 30 de marzo en Dynamite, Regal quedó impresionado por la actuación de Wheeler Yuta en la derrota ante Danielson. Después de ganar el Campeonato ROH Pure en ROH Supercard of Honor XV, Yuta fue derrotado por Moxley en un combate sangriento en la edición de AEW Rampage del 8 de abril. Después del encuentro, Yuta se unió al BCC. 
Blackpool Combat Club puso fin a la racha ganadora de The Gunn Club en la edición del 15 de abril de Rampage en su primera lucha como trío, antes de derrotar a Brock Anderso, Dante Martin y Lee Moriarty en la edición del 20 de abril de 2022 de Dynamite. El 22 de junio, Claudio Castagnoli debutó en AEW siendo reclutado por Regal para el BCC. En la edición especial de AEW Dynamite Blood&Guts del 29 de junio, Moxley, Yuta y Castagnoli, junto con Eddie Kingston y Santana & Ortiz, derrotaron al Jericho Appreciation Society. El 30 de diciembre, Regal confirmó su salida de AEW mediante un tuit, en el que agradeció su tiempo laborando en al empresa.

### Segundo regreso a WWE (2023-presente)
Regal regresó a WWE en enero de 2023, asumiendo un papel no televisado como vicepresidente de desarrollo de talento global.

## Vida personal
Entre sus mascotas, tiene dos serpientes, ocho lagartos, una tortuga, tres gatos y dos perros. Al preguntarle sobre el porqué de tantas mascotas, en una entrevista, responde en inglés "los humanos me disgustan. Criaturas viles".
En 1986 se casó con Christina y tienen 3 hijos: Daniel, Dane y Bailey, este último es también luchador y trabaja actualmente para la WWE en su marca NXT bajo el nombre de Charlie Dempsey.
Tiene un tatuaje que dice "Made in England" (Hecho en Inglaterra).

## Campeonatos y logros
- World Championship Wrestling/WCW

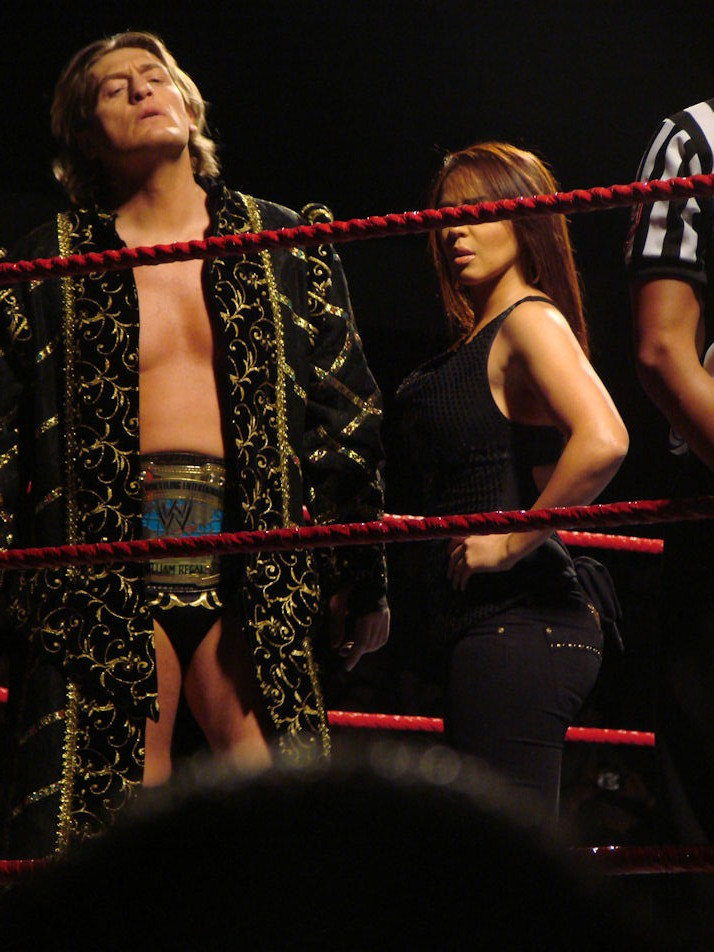
Regal como Campeón Intercontinental, acompañado por Layla.

  - WCW World Television Championship (4 veces)

- World Wrestling Federation/Entertainment/WWE
  - WWF/E Intercontinental Championship (2 veces)
  - WWF/E European Championship (4 veces)
  - WWF Hardcore Championship (5 veces)
  - World Tag Team Championship (4 veces) - con Lance Storm (2), Eugene (1) y Tajiri (1)
  - King of the Ring (2008)

- Memphis Championship Wrestling/MCW
  - MCW Southern Heavyweight Championship (1 vez)

- Windy City Pro Wrestling/WCPW
  - WCPW Heavyweight Championship (1 vez)

- Pro Wrestling Illustrated
  - Situado en el Nº71 en los PWI 500 de 1993[15]
  - Situado en el Nº18 en los PWI 500 de 1994[16]
  - Situado en el Nº36 en los PWI 500 de 1995[17]
  - Situado en el Nº56 en los PWI 500 de 1996[18]
  - Situado en el Nº80 en los PWI 500 de 1997[19]
  - Situado en el Nº188 en los PWI 500 de 1998[20]
  - Situado en el Nº233 en los PWI 500 de 1999[21]
  - Situado en el Nº222 en los PWI 500 de 2000[22]
  - Situado en el Nº61 en los PWI 500 de 2001[23]
  - Situado en el Nº20 en los PWI 500 de 2002[24]
  - Situado en el Nº67 en los PWI 500 de 2003[25]
  - Situado en el Nº44 en los PWI 500 de 2005[26]
  - Situado en el Nº123 en los PWI 500 de 2006[27]
  - Situado en el Nº77 en los PWI 500 de 2007[28]
  - Situado en el Nº55 en los PWI 500 de 2008[29]
  - Situado en el Nº41 en los PWI 500 de 2009[30]
  - Situado en el Nº126 en los PWI 500 de 2010[31]
  - Situado en el Nº169 en los PWI 500 de 2011[32]
  - Situado en el Nº156 en los PWI 500 de 2013[33]

- Wrestling Observer Newsletter
  - Mejor comentador de televisión - 2013, 2014[34]